# Piragüismo en los Juegos Paralímpicos
El piragüismo adaptado fue incluido en los Juegos Paralímpicos de Verano desde la decimoquinta edición que se celebró en Río de Janeiro (Brasil) en 2016.

## Ediciones
| N.º | Año  | Sede           | País    |
| --- | ---- | -------------- | ------- |
| I   | 2016 | Río de Janeiro | Brasil  |
| II  | 2020 | Tokio          | Japón   |
| III | 2024 | París          | Francia |

## Medallero histórico
- Actualizado hasta París 2024.[2]

| Núm. | País                          | Oro | Plata | Bronce | Total |
| ---- | ----------------------------- | --- | ----- | ------ | ----- |
| 1    | Reino Unido (GBR)             | 10  | 5     | 5      | 20    |
| 2    | Australia (AUS)               | 4   | 3     | 2      | 9     |
| 3    | Ucrania (UKR)                 | 3   | 4     | 1      | 8     |
| 4    | Brasil (BRA)                  | 2   | 4     | 2      | 8     |
| 5    | Hungría (HUN)                 | 2   | 1     | 1      | 4     |
| 6    | Alemania (GER)                | 1   | 2     | 4      | 7     |
| 7    | Chile (CHI)                   | 1   | 0     | 1      | 2     |
| 7    | Polonia (POL)                 | 1   | 0     | 1      | 2     |
| 9    | Argelia (ALG)                 | 1   | 0     | 0      | 1     |
| 10   | Francia (FRA)                 | 0   | 2     | 3      | 5     |
| 11   | Estados Unidos (USA)          | 0   | 1     | 1      | 2     |
| 12   | Austria (AUT)                 | 0   | 1     | 0      | 1     |
| 12   | Canadá (CAN)                  | 0   | 1     | 0      | 1     |
| 12   | RPC (RPC)                     | 0   | 1     | 0      | 1     |
| 15   | Italia (ITA)                  | 0   | 0     | 1      | 1     |
| 15   | Nueva Zelanda (NZL)           | 0   | 0     | 1      | 1     |
| 15   | Portugal (POR)                | 0   | 0     | 1      | 1     |
| 15   | República Popular China (CHN) | 0   | 0     | 1      | 1     |
|      | TOTAL                         | 25  | 25    | 25     | 75    |